# Прапор Ємільчинського району
Пра́пор Ємі́льчинського райо́ну затверджений рішенням Ємільчинської районної ради. Автор проекту прапора  — А. Гречило.

## Опис прапора
Прямокутне полотнище зі співвідношенням сторін 2:3 розділене горизонтально на три рівні смуги — синю, жовту і зелену. На жовтій смузі горизонтально три синіх квітки льону з жовтими серединками.